# Cantó de Rougé
El cantó de Rougé (bretó Kanton Ruzieg) és una divisió administrativa francesa situat al departament de Loira Atlàntic a la regió de Loira Atlàntic, però que històricament ha format part de Bretanya.

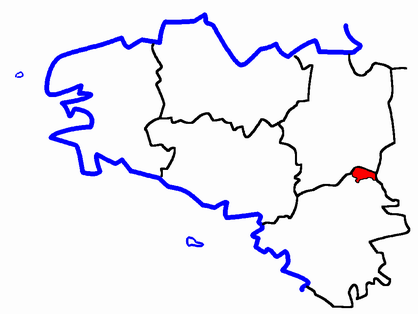
Situació del cantó

## Composició
El cantó aplega 5 comunes: 
| Nom francès     | Nom bretó    | Població | km²    | Codi Postal | Codi INSEE |
| Fercé           | Ferreg       | 517      | 22,04  | 44660       | 44058      |
| Noyal-sur-Brutz | Noal-ar-Bruz | 481      | 7,71   | 44110       | 44112      |
| Rougé           | Ruzieg       | 2.143    | 56,32  | 44660       | 44146      |
| Soulvache       | Soulvac'h    | 402      | 11,27  | 44660       | 44200      |
| Villepot        | Kerbod       | 669      | 20,59  | 44110       | 44218      |
| Cantó           | Ruzieg       | 4.212    | 117,93 | -           | 4434       |

## Història
| Data d'elecció                           | Identitat    | Partit        | Qualitat |
| ---------------------------------------- | ------------ | ------------- | -------- |
| 2004-                                    | Michel Neveu | Divers gauche |          |
| les dades anteriors no són pas conegudes |              |               |          |
|                                          |              |               |          |